# Güldener Herbst
Der Güldene Herbst – Festival Alter Musik Thüringen ist ein mehrtägiges Festival für klassische Musik in historischer Aufführungspraxis. Die Spielorte wechseln jährlich zwischen Gotha und Meiningen.

## Geschichte
Nach der Gründung des Trägervereins Academia Musicalis Thuringiae e. V. 1998 wurde im Jahr 1999 auch das Festival „Güldener Herbst“ ins Leben gerufen. Analog zu anderen Festivals klassischer Musik verteilten sich die Konzerte in Spielstätten über einen bestimmten Raum in Thüringen. Beliebte Spielorte waren mitunter Auerstedt, Bad Liebenstein, Eisfeld, Erfurt, Gotha, Jena, Rudolstadt, Sondershausen, Suhl, Wandersleben und Weimar. Die Veranstaltungen fanden jedes Jahr meist in einem dreiwöchigen Zeitraum im September/Oktober statt.

## Neuausrichtung und Spielstätten
2018 wurde die Initiative angestoßen, das Festival grundlegend neu aufzulegen und zu verschlanken. Mit dem Festivaljahrgang 2019 wurde ein neues Corporate Design in Auftrag gegeben und das Logo überarbeitet. Gleichzeitig fand das Festival zum letzten Mal im alten Format statt. 2020 war mit Gotha zum ersten Mal nur eine Stadt Spielort des Festivals, 2021 folgte Meiningen. Die Konzerte erstrecken sich seither jedes Jahr über einen 4- bis 5-tägigen Zeitraum Ende September bis Anfang Oktober. 2022 ist erneut Gotha Austragungsort des Festivals.
Spielstätten in Gotha sind u. a. die Augustinerkirche, die Margarethenkirche, die Schlosskirche und das Ekhof-Theater im Schloss Friedenstein sowie das Kulturhaus Gotha. Spielstätten in Meiningen sind u. a. das Schloss Elisabethenburg und die darin befindliche Schlosskirche, die Stadtkirche, das Meininger Staatstheater sowie das Volkshaus.
Eingeläutet wird das Festival regelmäßig mit einem Prologkonzert in der Herderkirche in Weimar.

## Dramaturgie, Künstler und Ensembles
Die Besonderheit des Festivals „Güldener Herbst“ liegt in der programmatischen Berücksichtigung überwiegend an den Festivalorten wirkender bedeutsamer Komponisten und Musiker. In Gotha waren im 18. Jahrhundert u. a. Georg Anton Benda und Gottfried Heinrich Stölzel tätig. In den Beständen der Bibliothek des Augustinerklosters in Gotha liegen bis heute zahlreiche, z. T. noch nicht wiederaufgeführte Werke Bendas, die langfristig im Fokus der Konzertplanung stehen. Mit dem Schloss Friedenstein als Spielstätte kehren diese Werke an ihren ursprünglichen Aufführungsort zurück.
In Meiningen waren mit Max Reger und Johannes Brahms zwei bedeutende Vertreter der Romantik zugegen, die als Komponisten nicht primär in die Programmatik des Festivals fallen. Beide eint jedoch das Bemühen um die Musik ihrer Vorgänger. Reger steht einerseits für eine lebendige Pflege v. a. der Orgelwerke Johann Sebastian Bachs sowie für die Leitung der historisch bedeutsamen Meininger Hofkapelle; Brahms tat sich andererseits als Herausgeber von Werken aus den Epochen der Renaissance und des Barock hervor. Darüber hinaus liegen im Max-Reger-Archiv in Meiningen zahlreiche italienische Kantaten aus dem 18. Jahrhundert, von denen bereits 2021 einige wiederaufgeführt werden konnten.
Im Jahr 2022 stehen anlässlich verschiedener Jubiläen hauptsächlich Werke aus der Zeit von Heinrich Schütz sowie Werke von Georg Anton Benda und dessen Zeitgenossen auf dem Programm.
Bislang beim Festival zu Gast waren u. a. die Akademie für Alte Musik Berlin, Capella de la Torre, Collegium Marianum Prag, La Folia Barockorchester, La Venexiana, Lautten Compagney, Les Amis de Philippe und Weser Renaissance Bremen.